# Championnat de France de rugby à XV 1947-1948
Navigation
1946-1947 1948-1949
Le championnat de France de rugby à XV de première division 1947-1948 est disputé par 40 clubs groupés en 8 poules de cinq, 32 sont issus d'un championnat Fédéral et 8 proviennent du championnat d'Excellence. Les deux premiers de chaque poule, soit seize clubs, sont qualifiés pour disputer les 8e de finale.
Le championnat est remporté par le FC Lourdes qui bat le RC Toulon en finale.
En finale de la Coupe de France, Lourdes est battu par le Castres Olympique 6-0.

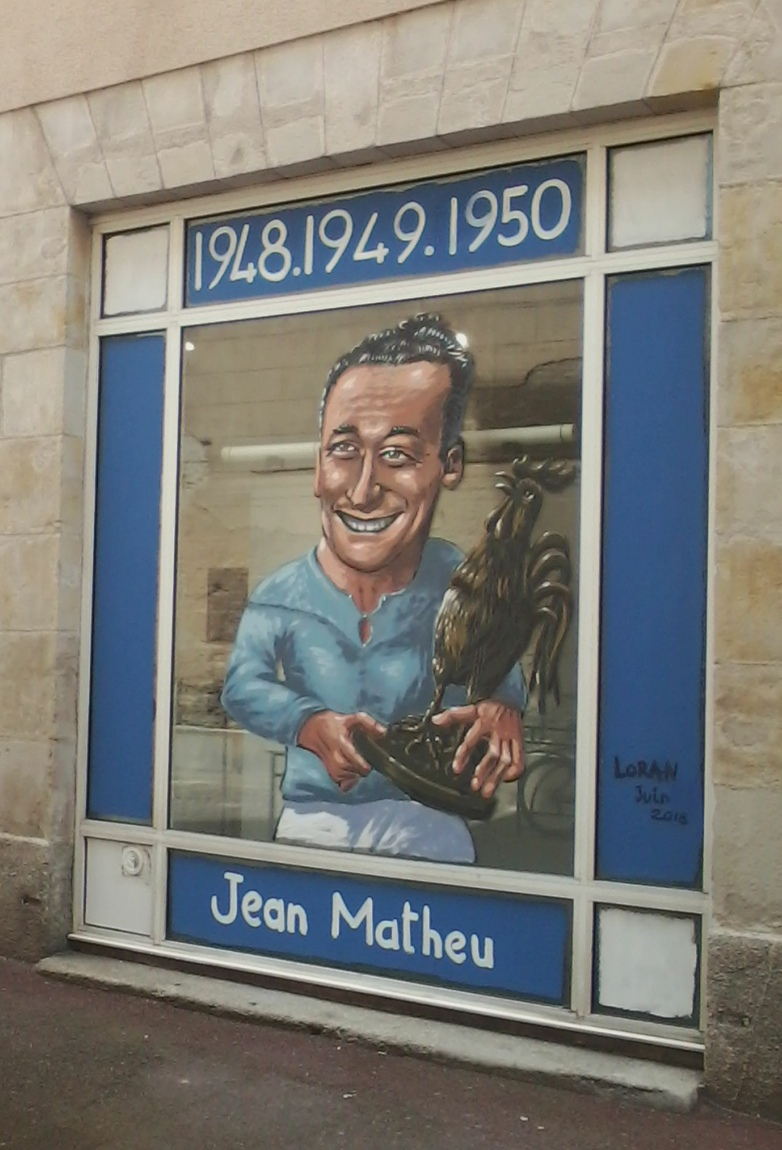
Jean Matheu capitaine du CO, vainqueur de la Coupe de France 1948.

## Contexte
Le Tournoi des cinq nations 1948 est remporté par l'Irlande, la France termine deuxième. La Coupe de France de rugby à XV est remportée par le Castres olympique qui bat le FC Lourdes en finale 6-0.

## Deuxième phase de qualification
On indique ci-après les huit poules de huit, le nom des clubs qualifiés pour les 8e de finale est en gras. 
| - RC Toulon - AS Montferrand - US Montélimar - SC Tulle - USA Limoges                  | - FC Lourdes - Stadoceste tarbais - UA Gujan-Mestras - AS Béziers - Stade aurillacois  | - Section paloise - Lyon OU - US Cognac - SC Mazamet - SU Agen                      |
| - Castres olympique - Racing club de France - US Bergerac - SC Angoulême - AS Soustons | - Stade toulousain - RC Vichy - RC Narbonne - Stade montluçonnais - Biarritz olympique | - US Montauban - US Romans - Paris université club - AS Bort-les-Orgues - CS Vienne |
| - US Dax - USA Perpignan - Stade montois - US Marmande - CA Bègles                     | - Aviron bayonnais - Stade bordelais UC - CA Périgueux - Tyrosse RCS - CA Brive        |                                                                                     |

## Huitièmes de finale
Les équipes dont le nom est en caractères gras sont qualifiées pour les quarts de finale. 
| Équipe 1         | Équipe 2           | Résultat      |
| ---------------- | ------------------ | ------------- |
| FC Lourdes       | SU Agen            | 6-3           |
| CA Bègles        | US Bergerac        | 8-5           |
| AS Montferrand   | Tyrosse RCS        | 6-6 puis 11-3 |
| Stade toulousain | Stade aurillacois  | 3-0           |
| RC Toulon        | Biarritz olympique | 13-7          |
| Aviron bayonnais | Stade montois      | 3-0           |
| CS Vienne        | Section paloise    | 15-3          |
| US Romans        | Castres olympique  | 7-5           |

## Quarts de finale
Les équipes dont le nom est en caractères gras sont qualifiées pour les demi-finales.
| Équipe 1       | Équipe 2         | Résultat |
| -------------- | ---------------- | -------- |
| FC Lourdes     | CA Bègles        | 5-3      |
| AS Montferrand | Stade toulousain | 11-6     |
| RC Toulon      | Aviron bayonnais | 7-5      |
| CS Vienne      | US Romans        | 10-3     |

## Demi-finales
| Équipe 1   | Équipe 2       | Résultat |
| ---------- | -------------- | -------- |
| FC Lourdes | AS Montferrand | 12-0     |
| RC Toulon  | CS Vienne      | 11-6     |

## Finale
| Équipes        | FC Lourdes - RC Toulon |
| Score          | 11-3 |
| Date           | 18 avril 1948 |
| Stade          | Stade des Ponts Jumeaux de Toulouse |
| Arbitre        | Paul Faur |
| Les équipes    | |
| FC Lourdes     | Daniel Saint-Pastous, Fernand Carassus, Louis Thil, Jean Massare, Eugène Buzy, Jean Prat, Bernard Hourcade, Félix Lacrampe, Robert Labarthette, Henri Claverie, Guy Faget, Jean Estrade, Antoine Labazuy, Georges Bernadet, Maurice Prat         |
| RC Toulon      | Joseph Alessandri, Henri Laugier, Pierre Monier, Firmin Bonnus, Raymond Sancey, Hubert Cutzach, Marc Jaffrain, Georges Pinardeau, Guy Vassal, Georges Frois, Daniel Loiseau, Léon Bordenave, Dominique Salomone, Pierre Jeanjean, Marcel Bodrero |
| Points marqués | |
| FC Lourdes     | 3 essais: collectif, Bernadet et J.Prat 1 transformation de J.Prat |
| RC Toulon      | 1 pénalité de Bodrero |